# Majdan Kozłowiecki
Majdan Kozłowiecki (prononciation : [ˈmai̯dan kɔzwɔˈvjɛt͡ski]) est un village polonais de la gmina de Lubartów dans le powiat de Lubartów de la voïvodie de Lublin dans l'est de la Pologne.
Il se situe à environ 6 kilomètres au sud de Lubartów (siège de la gmina et du powiat) et 19 kilomètres au nord de Lublin (capitale de la voïvodie).
Le village comptait approximativement une population de 112 habitants en 2010.

## Histoire
De 1975 à 1998, le village est attaché administrativement à l'ancienne Voïvodie de Lublin.

Depuis 1999, il fait partie de la nouvelle voïvodie de Lublin.